# Stanisław Warchałowski (duchowny)
Stanisław Warchałowski (ur. 9 grudnia 1888 w Jaśliskach, zm. 1970 w Chełmie) – polski duchowny rzymskokatolicki, starszy kapelan Wojska Polskiego II RP, Generalny Dziekan ludowego Wojska Polskiego.

## Życiorys
Urodził się 9 grudnia 1888 roku. Był synem Michała. Po wybuchu I wojny światowej 1914 jako wikary z Rzeszowa został mianowany na funkcję kurata polowego c. i k. armii na czas wojny, a na przełomie 1914/1915 został wzięty do niewoli rosyjskiej. U kresu wojny, pod koniec 1918 powrócił z niewoli rosyjskiej do diecezji przemyskiej i został powołany do służby duszpasterskiej Wojska Polskiego. Na początku 1919 jako były kapelan wojskowy został mianowany na posadę wikarego ad personam w Rzeszowie. W 1920 został powołany do wojskowej służby duszpasterskiej. Został awansowany do stopnia starszego kapelana (major) ze starszeństwem z 1 czerwca 1919 roku. Od 1922 posługiwał w parafii Miłosierdzia Bożego w Chełmie. W 1923 był kapelanem w Szpitalu Okręgowym nr II w Chełmie. W 1924 był kapelanem garnizonu Chełm. W latach 1928–1939 był proboszczem (administratorem) parafii w Chełmie.
U kresu II wojny światowej został włączony do służby duszpasterskiej ludowego Wojska Polskiego. Został awansowany do stopnia pułkownika. 30 stycznia 1945 otrzymał nominację, a od 2 lutego 1945 sprawował urząd Generalnego Dziekana Wojska Polskiego do 22 listopada 1947 roku. Z dniem 15 grudnia 1947 zatwierdzony na stanowisko honorowego Generalnego Dziekana. Urzędował w kościele garnizonowym w Lublinie, podobnie jak jego poprzednik ks. płk Wilhelm Kubsz (obecnie Parafia cywilno-wojskowa pw. Niepokalanego Poczęcia NMP). 9 maja 1946 dokonał poświęcenia Grobu Nieznanego Żołnierza w Warszawie. 1 kwietnia 1947 odprawiał egzekwie w trakcie uroczystości pogrzebowych gen. Karola Świerczewskiego. Pochowany na cmentarzu parafialnym przy ul. Lwowskiej w Chełmie (grób D/X/190).

## Ordery i odznaczenia
- Order Krzyża Grunwaldu III klasy (20 grudnia 1946)[28]
- Złoty Krzyż Zasługi (25 maja 1939)[29]